# Cantó d'Écommoy
El cantó d'Écommoy és un cantó francès del departament de Sarthe, situat al districte de Le Mans. Té 11 municipis i el cap es Écommoy.

## Municipis
- Brette-les-Pins
- Écommoy
- Laigné-en-Belin
- Marigné-Laillé
- Moncé-en-Belin
- Mulsanne
- Saint-Biez-en-Belin
- Saint-Gervais-en-Belin
- Saint-Mars-d'Outillé
- Saint-Ouen-en-Belin
- Teloché

## Història
| Data d'elecció                           | Identitat        | Partit                    | Qualitat |
| ---------------------------------------- | ---------------- | ------------------------- | -------- |
| 1945-1951                                | M. Branchon      | radical                   |          |
| 1951-1976                                | Raymond Dronne   | CD, després UDF-CDS       |          |
| 1976-1982                                | Jeannine Bonneau | PS, després divers gauche |          |
| 1982-2008                                | François Jacob   | RPR, després UMP          |          |
| 2008-                                    | Bruno Lecomte    | PS                        |          |
| les dades anteriors no són pas conegudes |                  |                           |          |
|                                          |                  |                           |          |

## Demografia
| A partir de 1990: Població sense dobles comptes |